# Победници светских првенстава у атлетици на отвореном — 400 метара
Дисциплина трчања на 400 метара у мушкој конкуренцији налази се у програму светских првенстава у атлетици од 1. Светског првенства 1983. у Хелсинкију.
Највише успеха у појединачној конкуренцији имао је Американац Мајкл Џонсон са четири златне медаље. Он држи и рекорд светских првенстава са резултатом 43.18 (43 секунде, 18 стотинки) оствареним на Светском првенству у Севиљи 1999. године. У екипној конкуренцији доминирају Американци са 27 освојених медаља, од којих је 11 златних.
Освајачи медаља на светским првенствима и њихови резултати приказани су у следећој табели. Резултати освајача медаља су дати у формату секунде.стотинке.
| Светско првенство       |                                  |                |                                    |       |                                        |       |
| Хелсинки 1983. детаљи   | Берт Камерун Јамајка             | 45.05 РСП      | Мајкл Френкс Сједињене Државе      | 45.22 | Сандер Никс Сједињене Државе           | 45.24 |
| Рим 1987. детаљи        | Томас Шенлебе Источна Немачка    | 44.33 ЕР / РСП | Иносент Егбунике Нигерија          | 44.56 | Бач Рејнолдс Сједињене Државе          | 44.80 |
| Токио 1991. детаљи      | Ентони Петигру Сједињене Државе  | 44.57          | Роџер Блек Велика Британија        | 44.62 | Дени Еверет Сједињене Државе           | 44.63 |
| Штутгарт 1993. детаљи   | Мајкл Џонсон Сједињене Државе    | 43.65 РСП      | Бач Рејнолдс Сједињене Државе      | 44.13 | Самсон Китур Кенија                    | 44.54 |
| Гетеборг 1995. детаљи   | Мајкл Џонсон Сједињене Државе    | 43.39 РСП      | Бач Рејнолдс Сједињене Државе      | 44.22 | Грег Хотон Јамајка                     | 44.56 |
| Атина 1997. детаљи      | Мајкл Џонсон Сједињене Државе    | 44.12          | Дејвис Камога Уганда               | 44.37 | Тајри Вашингтон Сједињене Државе       | 44.39 |
| Севиља 1999. детаљи     | Мајкл Џонсон Сједињене Државе    | 43.18 СР / РСП | Сандерлеј Кларо Пареља Бразил      | 44.29 | Алехандро Карденас Мексико             | 44.31 |
| Едмонтон 2001. детаљи   | Авард Монкур Бахами              | 44.64          | Инго Шулц Немачка                  | 44.87 | Грег Хотон Јамајка                     | 44.98 |
| Париз 2003. детаљи      | Тајри Вашингтон Сједињене Државе | 44.77          | Марк Ракил Француска               | 44.79 | Мајкл Блеквуд Јамајка                  | 44.80 |
| Хелсинки 2005. детаљи   | Џереми Воринер Сједињене Државе  | 43.93          | Ендру Рок Сједињене Државе         | 44.35 | Тајлер Кристофер Канада                | 44.44 |
| Осака 2007. детаљи      | Џереми Воринер Сједињене Државе  | 43.45          | Лашон Мерит Сједињене Државе       | 43.96 | Анџело Тејлор Сједињене Државе         | 44.32 |
| Берлин 2009. детаљи     | Лашон Мерит Сједињене Државе     | 44.06          | Џереми Воринер Сједињене Државе    | 44.60 | Рени Куо Тринидад и Тобаго             | 45.02 |
| Тегу 2011. детаљи       | Кирани Џејмс Гренада             | 44.60          | Лашон Мерит Сједињене Државе       | 44.63 | Кевин Борле Белгија                    | 44.90 |
| Москва 2013. детаљи     | Лашон Мерит Сједињене Државе     | 43.74          | Тони Меквеј Сједињене Државе       | 44.40 | Лугуелин Сантос Доминиканска Република | 44.52 |
| Пекинг 2015. детаљи     | Вејд ван Никерк Јужна Африка     | 43.48          | Лашон Мерит Сједињене Државе       | 43.65 | Кирани Џејмс Гренада                   | 43.78 |
| Лондон 2017. детаљи     | Вејд ван Никерк Јужна Африка     | 43.98          | Стивен Гардинер Бахами             | 44.41 | Абделах Харун Катар                    | 44.48 |
| Доха 2019. детаљи       | Стивен Гардинер Бахами           | 43.48          | Ентони Замбрано Колумбија          | 44.15 | Фред Керли Сједињене Државе            | 44.17 |
| Јуџин 2022. детаљи      | Мајкл Норман Сједињене Државе    | 44.29          | Кирани Џејмс Гренада               | 44.48 | Метју Хадсон-Смит Велика Британија     | 44.66 |
| Будимпешта 2023. детаљи | Антонио Вотсон Јамајка           | 44.22          | Метју Хадсон-Смит Велика Британија | 44.31 | Квинси Хол Сједињене Државе            | 44.37 |
| Токио 2025.             |                                  |                |                                    |       |                                        |       |

## Биланс медаља у трци на 400 метара
Стање после СП 2023.
|     | Земља                  |    |    |    |    |
| --- | ---------------------- | -- | -- | -- | -- |
| 1.  | Сједињене Државе       | 11 | 9  | 7  | 27 |
| 2.  | Бахами                 | 2  | 1  | -  | 3  |
| 3.  | Јамајка                | 2  | -  | 3  | 5  |
| 4.  | Јужна Африка           | 2  | -  | -  | 2  |
| 5.  | Гренада                | 1  | 1  | 1  | 3  |
| 6.  | Источна Немачка        | 1  | -  | -  | 1  |
| 7.  | Велика Британија       | -  | 2  | 1  | 3  |
| 8.  | Нигерија               | -  | 1  | -  | 1  |
| 8.  | Уганда                 | -  | 1  | -  | 1  |
| 8.  | Бразил                 | -  | 1  | -  | 1  |
| 8.  | Немачка                | -  | 1  | -  | 1  |
| 8.  | Француска              | -  | 1  | -  | 1  |
| 8.  | Колумбија              | -  | 1  | -  | 1  |
| 14. | Кенија                 | -  | -  | 1  | 1  |
| 14. | Канада                 | -  | -  | 1  | 1  |
| 14. | Тринидад и Тобаго      | -  | -  | 1  | 1  |
| 14. | Мексико                | -  | -  | 1  | 1  |
| 14. | Белгија                | -  | -  | 1  | 1  |
| 14. | Доминиканска Република | -  | -  | 1  | 1  |
| 14. | Катар                  | -  | -  | 1  | 1  |
|     | Укупно 20 земаља       | 19 | 19 | 19 | 57 |